# バカリズムの大人のたしなみズム
『バカリズムの大人のたしなみズム』（バカリズムのおとなのたしなみズム）は、BS日テレで2018年4月7日より、木曜 21:00 - 21:54に放送されていた教養トークバラエティ番組。バカリズムの冠番組でもある。バカリズムが、大人の嗜みのとあるジャンルを極めた方をゲストに迎え学ぶ。2022年3月に放送終了。
当初は土曜 22:00 - 22:54に放送されていた。

## 放送内容
レギュラー放送では、大枠のテーマに沿った内容を3回放送し、次にその3回分の放送内容を復習や補足をする形で「完結編」が放送されている。レギュラー化以降は毎週放送ではあるものの、途中に再放送が入ることがある。

## 放送リスト

### 2016年／2017年
| 回    | 放送日         | テーマ                            | たしなみスト                          |
| ----- | -------------- | --------------------------------- | ------------------------------------- |
| 特番1 | 2016年11月27日 | 時計 コーヒー オーディオ キャンプ | 石田衣良 石丸謙二郎 藤岡弘、 山田五郎 |
| 特番2 | 2017年7月23日  | 高級寿司 着物 自転車 腕時計       | 早川光 IKKO 小島よしお 山田五郎       |

### 2018年
| 回 | 放送日   | テーマ                           | たしなみスト                                      |
| -- | -------- | -------------------------------- | ------------------------------------------------- |
| 1  | 4月7日   | オーダーメードスーツ             | 干場義雅（ファッションディレクター）              |
| 2  | 4月14日  | 高級革靴                         | 花田優一 武田修宏 祥子                            |
| 3  | 4月28日  | 本格メガネ                       | 森一生（メガネのスタイリスト）                    |
| 4  | 5月5日   | 「身だしなみ」完結編             | 各回ゲスト                                        |
| 5  | 5月12日  | 手土産                           | 渡邉華織（ぐるなび） グッチ裕三                   |
| 6  | 5月19日  | 鶏肉・豚肉                       | 松浦達也 グッチ裕三                               |
| 7  | 6月2日   | コーヒー                         | 平岡佐智男（お笑い芸人・コーヒールンバ） 筧美和子 |
| 8  | 6月9日   | 食のたしなみ完結編               | 各回ゲスト                                        |
| 9  | 6月16日  | 家具                             | 窪川勝哉（インテリアスタイリスト）                |
| 10 | 6月23日  | 傘                               | 下村雅則 いとうせいこう                           |
| 11 | 7月7日   | 書斎                             | 竹若元博（お笑い芸人・バッファロー吾郎）          |
| 12 | 7月14日  | 「住（ライフ）」完結編           | 各回ゲスト                                        |
| 13 | 7月28日  | 熟成肉                           | 松浦達也                                          |
| 14 | 8月4日   | フランス料理                     | 植野広生（「dancyu」編集長）                      |
| 15 | 8月11日  | カレー                           | スパイシー丸山（カレー研究家）                    |
| 16 | 8月18日  | 食のたしなみ完結編2              | 各回ゲスト                                        |
| 17 | 9月1日   | 落語                             | 春風亭一蔵（落語家）                              |
| 18 | 9月8日   | 楳図かずお                       | 楳図かずお（漫画家）                              |
| 19 | 9月15日  | ニッポンのカルチャー完結編       | 各回ゲスト                                        |
| 20 | 9月22日  | 上半期たしなみストアワード       | 各回ゲスト                                        |
| 21 | 10月6日  | ジーンズ                         | 高橋修司                                          |
| 22 | 10月20日 | 帽子                             | 出石尚三                                          |
| 23 | 10月27日 | スニーカー                       | 石田創（お笑い芸人・デルピエロ）                  |
| 24 | 11月3日  | 「ファッションのたしなみ」完結編 | 各回ゲスト                                        |
| 25 | 11月17日 | 新宿ゴールデン街                 | 大森徹哉                                          |
| 26 | 11月26日 | せんべろ〜立石編〜               | 宇ち中                                            |
| 27 | 12月8日  | 銭湯                             | やついいちろう（お笑い芸人）                      |
| 28 | 12月22日 | 「大人のオヤジ入門」完結編       | 各回ゲスト                                        |

### 2019年
| 回 | 放送日   | テーマ                              | たしなみスト                                                               |
| -- | -------- | ----------------------------------- | -------------------------------------------------------------------------- |
| 29 | 1月12日  | JAZZ                                | 菊地成孔                                                                   |
| 30 | 1月19日  | 銀座の高級クラブ                    | 白坂亜紀                                                                   |
| 31 | 1月26日  | ハイブランドジャージ                | 干場義雅（ファッションディレクター）                                       |
| 32 | 2月2日   | 「大人の贅沢」完結編                | 各回ゲスト                                                                 |
| 33 | 2月9日   | 天ぷら                              | 植野広生（「dancyu」編集長）                                               |
| 34 | 2月16日  | 蕎麦                                | 前島敏正                                                                   |
| 35 | 2月23日  | 燻製                                | たけだバーベキュー（お笑い芸人）                                           |
| 36 | 3月2日   | 食のたしなみ完結編3                 | 各回ゲスト                                                                 |
| 37 | 3月9日   | ガンプラSP                          | 佐藤哲夫（お笑い芸人・パンクブーブー）                                     |
| 38 | 3月16日  | ソロキャンプ                        | たけだバーベキュー（お笑い芸人）                                           |
| 39 | 3月23日  | 画廊                                | とに〜（アートテラー）                                                     |
| 40 | 3月10日  | 「大人の趣味」完結編                | 各回ゲスト                                                                 |
| 41 | 4月13日  | 葉巻                                | 五十嵐達哉（シガー評論家）                                                 |
| 42 | 4月20日  | クラフトビール                      | 藤原ヒロユキ（国際ビールコンテスト審査員）                                 |
| 43 | 4月27日  | 紅茶                                | 吉田直子（紅茶研究家）                                                     |
| 44 | 5月4日   | 「大人の嗜好品」完結編              | 各回ゲスト                                                                 |
| 45 | 5月11日  | スパイス                            | 伊藤一城（スパイスマスター）                                               |
| 46 | 5月18日  | チーズ                              | 村瀬美幸（チーズ研究家）                                                   |
| 47 | 6月1日   | 魚をさばく                          | 島津修（お魚教室「築地お魚くらぶ」）                                       |
| 48 | 6月8日   | 食のたしなみ完結編4                 | 各回ゲスト                                                                 |
| 49 | 6月22日  | 万年筆                              | 中谷宗平（「萬年筆くらぶ」会長）                                           |
| 50 | 6月29日  | 盆栽                                | 山田香織（盆栽家・清香園5代目園主）                                        |
| 51 | 7月6日   | 男磨き                              | 干場義雅（ファッションディレクター）                                       |
| 52 | 7月13日  | 大人のゆとり完結編                  | 各回ゲスト                                                                 |
| 53 | 8月3日   | おひとりディズニー                  | 小宮山雄飛（ホフディラン）                                                 |
| 54 | 8月10日  | 東京ディズニーシーの建築            | 陣内秀信（法政大学特任教授） 庄司邦昭（東京海洋大学名誉教授）              |
| 55 | 8月17日  | 東京ディズニーリゾート完結編        | 各回ゲスト                                                                 |
| 56 | 8月24日  | 湘南暮らし                          | 富山英輔（「SHONAN TIME」編集長）                                          |
| 57 | 8月31日  | 日本酒                              | 田崎真也（ソムリエ）                                                       |
| 58 | 9月7日   | せんべろ〜赤羽編〜                  | 小宮山雄飛（ホフディラン）                                                 |
| 59 | 9月21日  | 大人のやすらぎ完結編                | 各回ゲスト                                                                 |
| 60 | 10月5日  | 陶芸                                | 柿沼健一（美術商）                                                         |
| 61 | 10月12日 | バス釣り                            | 松島秀樹（「ルアマガプラス」編集長）                                       |
| 62 | 10月19日 | 純喫茶                              | 飯塚めり（イラストレーター）                                               |
| 63 | 11月2日  | 大人の憩い完結編                    | 各回ゲスト                                                                 |
| 64 | 11月16日 | 重機                                | 髙石賢一（重機ジャーナリスト・重機模型専門店「KEN KRAFT」店主）            |
| 65 | 11月23日 | 餃子                                | パラダイス山元（音楽家・会員制高級餃子レストラン「蔓餃苑」オーナーシェフ） |
| 66 | 11月30日 | 三国志〜曹操編〜                    | 渡邉義浩（早稲田大学理事・三国志学会 事務局長）                            |
| 67 | 12月7日  | 男のロマン完結編                    | 各回ゲスト                                                                 |
| 68 | 12月21日 | 夏だけじゃない!大人の沖縄リゾートSP | パパイヤ鈴木                                                               |
| 69 | 12月28日 | せんべろ〜沖縄編〜                  | パパイヤ鈴木                                                               |

### 2020年
| 回 | 放送日  | テーマ                               | たしなみスト                                      |
| -- | ------- | ------------------------------------ | ------------------------------------------------- |
| 70 | 1月11日 | あんこう                             | 武士能久（あんこうの宿 まるみつ旅館3代目）        |
| 71 | 1月18日 | 沖縄スペシャル完結編                 | パパイヤ鈴木                                      |
| 72 | 2月1日  | 湘南移住                             | 富山英輔（「SHONAN TIME」編集長）                 |
| 73 | 2月8日  | 工場夜景                             | 丸々もとお（夜景評論家）                          |
| 74 | 2月15日 | 競馬場                               | 河合紗希子（声優）                                |
| 75 | 2月29日 | ログハウス                           | 押田雅博                                          |
| 76 | 3月14日 | スーパーカー                         | 須山泰宏（スーパーカー協会代表理事）              |
| 77 | 3月21日 | ログハウス&スーパーカー 大人の憧れSP | 各回ゲスト                                        |
| 78 | 3月28日 | 春の2時間SP ゴルフ&歌舞伎&日本茶     | 山内鈴蘭（SKE48） いとうせいこう 前田文男（茶師） |
| 79 | 4月4日  | 歴史ミステリー〜坂本龍馬編〜         | 白駒妃登美（博多の歴女）                          |
| 80 | 4月11日 | うなぎ                               | 山室賢司（うなぎ専門プロライター）                |
| 81 | 4月25日 | スカッシュ                           | 潮木仁（スカッシュ日本代表監督）                  |
| 82 | 5月2日  | リクエストSP 天ぷら&南インドカレー   | 各回ゲスト                                        |

### 2021年
| 回  | 放送日  | テーマ     | たしなみスト                |
| --- | ------- | ---------- | --------------------------- |
| 111 | 2月18日 | 町中華     | 小宮山雄飛（ホフディラン）  |
| 112 | 3月4日  | 建築       | 稲葉なおと                  |
| 113 | 3月11日 | 昭和レトロ | 北村明広 豊本明長（東京03） |

## スタッフ（2020年10月29日以降）
- ナレーション：村山喜彦、杉上佐智枝・久野静香（日本テレビアナウンサー）
- 企画・演出：竹中修（ディレクター兼務の回あり）
- 構成：ヒロハラノブヒコ
- 撮影：富岡三隆
- 照明：大矢幸男
- 音声：渡部祐一
- メイク：raftel
- 編集：齊藤祐樹、古橋満希夫、相見信介、西田拓実【週替り】
- MA：大塚淳未、近藤拓弥、羽石忍、杉本充宏【週替り】
- 音効：松田創
- イラストCG：吉田ハレラマ
- 制作デスク：小池将大、佐藤容子【週替り】
- リサーチ：ビスポ
- 技術協力：NITRO、スタジオヴェルト
- 協力：sun studio
- 制作進行：大畑沙織、影山龍太【毎週】、成澤将来、田中里佳、不二孝順【週替り】
- ディレクター：山中伸二、居垣寿典、浦嵜優、福井翔一郎（以前は演出）【週替り】
- 演出：川上渡【毎週】、菊地洋輔、米田浩平、八島崇行【週替り】
- プロデューサー：齊藤領、森千花子、佐藤英
- 制作協力：AX-ON、ライド
- 製作著作：BS日テレ

### 過去のスタッフ
- 編集：塚本貴紀、戸邊良介、小松騎士、野村武史、一戸勇人、橋上憲二、鶴了道、小松寛、安藤修久、長谷川賢太、塚本博道、中嶋健太、西井一浩、髙橋直人、鴨下勇希、橋本治、鈴木彩夏、加藤慧
- リサーチ：オオハシルイ
- 制作進行：青山満也、長谷山純子、大橋勇気、青木駿一、水本みのり
- ディレクター：泉千恵、小川大輔、津宏典、深坂崇夫、村井伸一、神野正義、伊藤寛昭、田渕慶、益子さおり、丸山太嘉志、平賀知博
- 演出：宮城雄大
- プロデューサー：佐藤雄